# Krystyna Jaguczańska-Śliwińska
Krystyna Jaguczańska-Śliwińska (ur. 1945, zm. 30 grudnia 2016) – polska specjalistka wzornictwa, profesor zwyczajny Akademii Sztuk Pięknych im. Władysława Strzemińskiego w Łodzi.

## Życiorys
Studiowała w Wyższej Szkole Sztuk Plastycznych w Łodzi, natomiast w 1968 otrzymała dyplom z drukowanej tkaniny, następnie uzyskała stopień doktora habilitowanego. W 1994 nadano jej tytuł profesora nadzwyczajnego, a także 19 kwietnia 2002 tytuł profesora zwyczajnego w zakresie sztuk plastycznych.
Piastowała stanowisko profesora zwyczajnego i kierownika w Katedrze Druku na Tkaninie na Wydziale Tkaniny i Ubioru Akademii Sztuk Pięknych im. Władysława Strzemińskiego w Łodzi, oraz prorektora Akademii Sztuk Pięknych im. Władysława Strzemińskiego w Łodzi.

## Nagrody i odznaczenia
- 1991: Nagroda Ministra Kultury i Sztuki za wybitne osiągnięcia artystyczne i dydaktyczne[1]
- 2016: Srebrny Medal „Zasłużony Kulturze Gloria Artis”[4]